# Designpreis der Bundesrepublik Deutschland
Il Designpreis der Bundesrepublik Deutschland ("premio di Design della Repubblica Federale di Germania") è un riconoscimento nel campo del design assegnato dal Rat für Formgebung ("Consiglio tedesco di design") e patrocinato dal Ministero dell'economia e della tecnologia tedesco.
Il premio è assegnato ogni due anni, e la prima edizione risale al 1969. La partecipazione è ammessa solo nei confronti dei prodotti che si sono aggiudicati un premio nazionale all'interno dell'area economica europea, e sono stati poi resi disponibili per il mercato tedesco.